# George Rosenkrans
George Hendricks Rosenkrans (Penfield (Pennsylvania), 17 januari 1881 – Butler (Pennsylvania), 18 augustus 1955) was een Amerikaans componist, dirigent, organist, pianist en baritonist.

## Levensloop
Rosenkrans werkte als klein jongetje mee als zanger in het plaatselijke kerkkoor van de Methodist Church, in Penfield (Pennsylvania). Zijn vader was organist en koorleider in deze kerk en gaf zijn zoon ook de eerste orgelles. Hij begon al spoedig met het schrijven van eigen composities (orgelmuziek, koralen, hymnes, solozang) en liet de meeste van deze werken zelf publiceren bij de kerkelijke uitgave van Russel Orner in DuBois. George Rosenkrans was het eerste kind van de familie, dat gradueerde van de High School.
Rond 1900 was een glorierijke tijd voor "Marching-" en vooral "Concert-Bands" in Amerika. Zo had ook Penfield een eigen harmonieorkest. Hierin speelde George Rosenkrans aanvankelijk bariton en werd later dirigent. Op 17-jarige leeftijd schreef hij zijn eerst van rond 200 werken voor harmonieorkest. Een geregelde opleiding in muziek heeft hij nauwelijks gehad, maar zijn muziek werd in de regio, in de hele Verenigde Staten en daarbuiten door harmonieorkesten uitgevoerd. In 1939 bij de inauguratie van Arthur H. James tot Gouverneur van Pennsylvania speelde een van de vooraanstaande harmonieorkesten marsen van Rosenkrans. In 1942 werd in het Panamakanaal-gebied zijn Army V. Song gespeeld. Bij de bevrijding van Parijs van de nazi's speelde een Amerikaans militaire kapel de mars Triumphant Battalions van Rosenkrans. Bij de uitvaart van Konrad Adenauer en van Winston Churchill werden zijn werken gespeeld. Zijn mars Immortal Heroes werd uitgevoerd tijdens de begrafenis van de Amerikaanse presidenten Franklin D. Roosevelt, Dwight D. Eisenhower en John F. Kennedy. Eens kreeg hij ook een aanvraag van een dirigent vanuit het toenmalige Siam, nu: Thailand, om een van Rosenkrans werken voor de bezetting van zijn orkest aan te passen. Tegen betaling van 50 cent was het gedaan.
Tijdens zijn verblijf tot kort voor zijn dood in Penfield (Pennsylvania) was hij organist in de kerk van de Methodisten.
Hij was onderwijzer, instructeur en dirigent van verschillende harmonieorkesten zoals in Weedville (Pennsylvania) en later in Butler (Pennsylvania) maar kreeg er nauwelijks een salaris voor. Dit was later ook het grote probleem. Toen zijn vader in 1920 en zijn moeder in 1928 overleden verbleef hij in het ouderlijke huis. Hij speelde piano in een dansorkest en componeerde rond 8 werken voor harmonieorkesten per jaar. Aanvankelijk bracht het hem genoeg geld op, om van te kunnen leven. Toen dat later niet meer lukte, gaf hij zijn werk aan orkesten zonder er betaling voor te krijgen. In armoede en verwaarlozing overleed hij in 1955.

## Composities

### Werken voor harmonieorkest
- 1904 My Lady Lindy
- 1912 A Royal Welcom Home
- 1913 From Alaska to Panama
- 1919 16th Regiment Band March
- 1921 Lackawanna Band (opgedragen aan de Delaware, Lackawanna and Western Rail Road Shops Band, Scranton, Pennsylvania)
- 1926 Cinderella Overture
- 1926 Dream of the Valley, serenade
- 1926 Rule of the People, mars
- All Honor to Old Glory
- Colonel Miner March
- Doughman's March
- From Maine to Manila
- Grampian March
- Greetings to Bethlehem
- Greetings to Grampian
- Grieving Breezes
- Immortal Heroes
- Liberty Triumphant
- M.M.B.C. March
- Our Glorious Flag
- Our Juniors and Seniors
- Remembrance of Colonel Miner
- Sons of the Flag
- The Challenger
- The Governor James Inaugural March
- The Illuminator
- The Military Escort
- Triumphant Battalions
- Twilight in the Mountains, symfonisch gedicht
- With Bands and Banners

### Vocale muziek
- 1905 Gliding down the waters of the old Mississippi, voor zangstem en piano - tekst: J. W. Roberts
- 1944 When I come home to Mary, voor zangstem en piano